# Morellia ochricornis
Morellia ochricornis är en tvåvingeart som först beskrevs av Christian Rudolph Wilhelm Wiedemann 1830.  Morellia ochricornis ingår i släktet Morellia och familjen husflugor. Inga underarter finns listade i Catalogue of Life.